# Інфрачервоний спектрометр

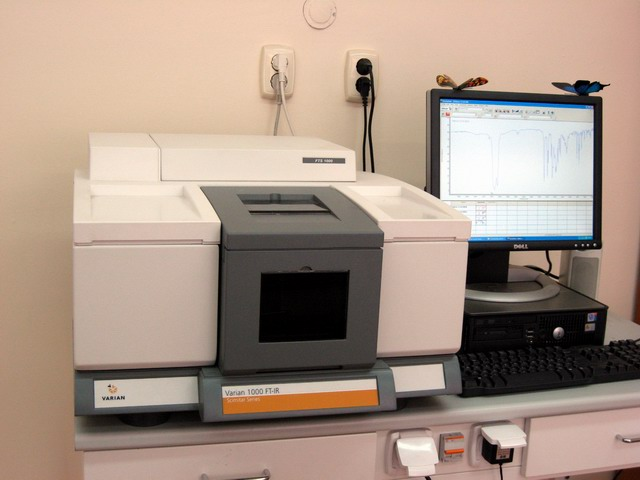
Дослідницький ІЧ спектрометр Varian Scimitar 1000 FT-IR

Інфрачервоний спектрометр — прилад для реєстрування інфрачервоних спектрів поглинання, пропускання чи відбиття речовин.

## Дисперсійні ІЧ спектрометри

Оптична схема двопроменевого дисперсійного ІЧ спектрометра: 1 — джерело, 2 — зразок, 3 — промінь, що проходить через зразок, 3' — промінь порівняння, 4 — дзеркало зі секторами, 5 — щілини, 6 — ґратка, 7 — детектор

Типовий дисперсійний ІЧ спектрометр діє так. Випромінювання від поліхроматичного джерела проходить через кювету зі зразком, а потім потрапляє на монохроматор, яким є призма або дифракційна ґратка. Далі інфрачервоне випромінювання, розкладене в спектр, проходить через вузьку щілину, що дозволяє вибрати необхідний спектральний діапазон і направити його на детектор, де визначається його інтенсивність. Прохід по всьому спектральному діапазону досягається за рахунок повороту призми або дифракційної ґратки: при цьому в щілину по черзі потрапляє випромінювання з різними довжинами хвиль, що дозволяє записати спектр.
Зазвичай, дисперсійний прилад має двопроменеву оптичну схему. У ньому реєструється інтенсивність як пучка, що проходить через зразок, так і пучка порівняння, який проходить через порожню кювету чи кювету, заповнену чистим розчинником. Далі обидва пучки по черзі потрапляють на монохроматор та детектор, де їхні інтенсивності порівнюються. Конструктивно це досягається за допомогою круглого дзеркала, в якому частина секторів дзеркальна, частина порожня. Така будова дзеркала дозволяє або пропускати на детектор промінь від зразка, або відбивати на детектор промінь порівняння, а завдяки обертанню дзеркала ці фази швидко чергуються. Частка від ділення інтенсивності пучка від зразка на інтенсивність пучка порівняння дає шукану величину пропускання T (англ. transmittance, %).

## ІЧ спектрометр Фур'є

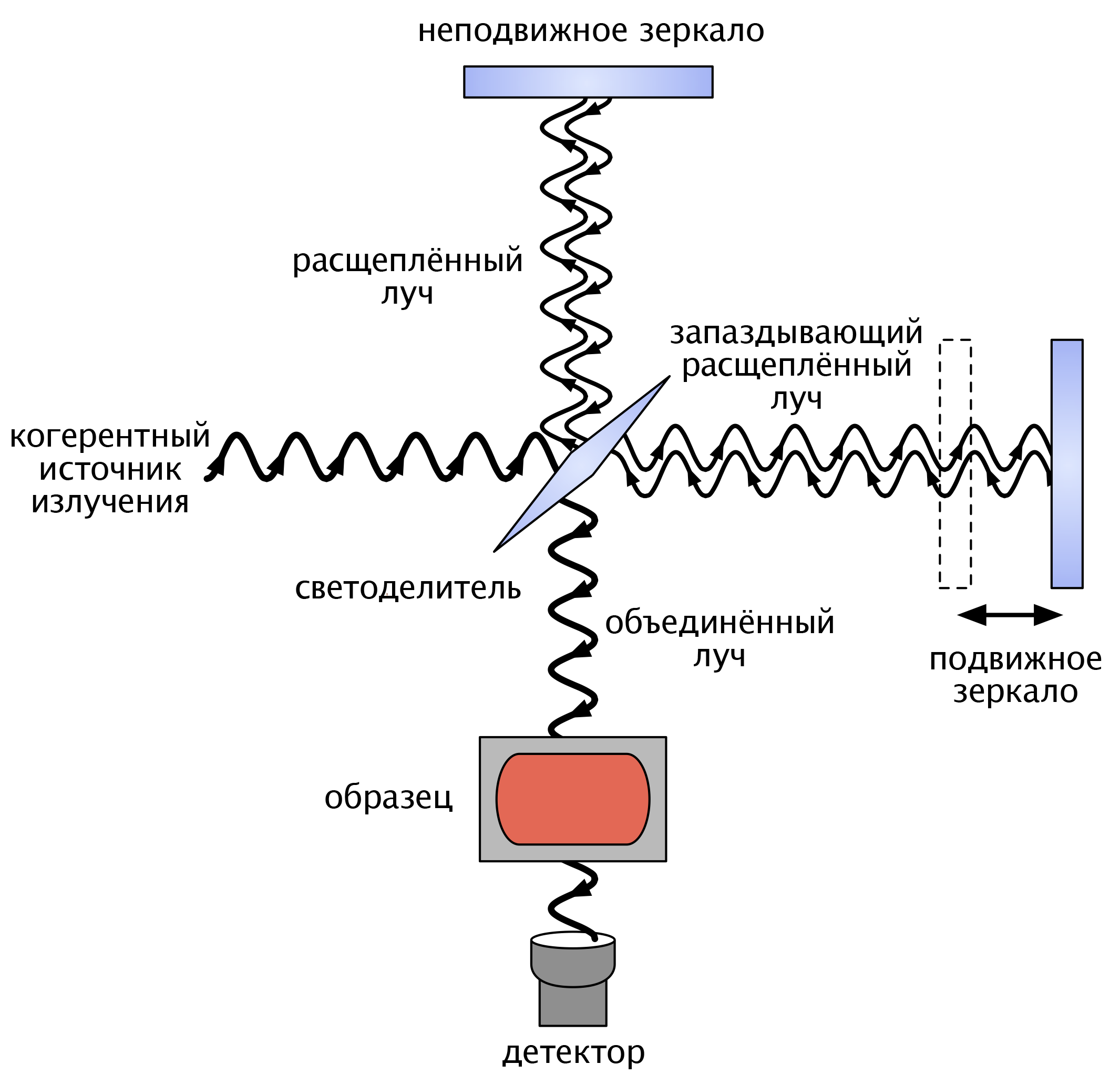
Оптична схема ІЧ-спектрометра Фур'є

### Загальна будова
Основним елементом інфрачервоного спектрометра з перетворенням Фур'є є інтерферометр Майкельсона, який працює так. Промінь когерентного світла падає на світлоподільник, внаслідок чого виходять два промені приблизно однакової інтенсивності. Далі кожен із цих променів відбивається від свого дзеркала і повертається на світлоподільник, де промені об'єднуються і, після інтерференції, потрапляють на детектор. Одне з дзеркал в інтерферометрі є рухливим: його положення постійно змінюється, завдяки чому змінюється різниця ходу променів. Залежно від величини різниці ходу промені з'єднуються у фазі чи протифазі, що спричиняє максимум або мінімум інтерференції.
При проходженні через інтерферометр монохроматичного випромінювання сигнал має вигляд синусоїди, частота якої пропорційна хвильовому числу. Однак в ІЧ спектрометрах використовується інфрачервоне поліхроматичне випромінювання, тому синусоїди різних частот накладаються, утворюючи складну картину, звану інтерферограмою. Інтерферограму можна перетворити на інфрачервоний спектр за допомогою перетворення Фур'є.
Зразок у цих приладах розташовують між інтерферометром і детектором, на відміну від дисперсійних спектрометрів, де зразок поміщають між джерелом і монохроматором. Крім того, ІЧ спектрометри Фур'є зазвичай працюють в однопроменевому режимі: по черзі записуються два спектри (зі зразком і без нього), а їх різниця і дає спектр поглинання зразка.

### Оптика
Оптичні елементи ІЧ спектрометра (кювети, лінзи, а для дисперсійного приладу — і призма) мають бути прозорими для ІЧ випромінювання. Оскільки скло та кварц цій вимозі не задовольняють, використовують інші оптичні матеріали.
| Матеріал      | Область прозорості (50 %) | Область прозорості (50 %) | Примітки |
| Матеріал      | мкм                       | см−1                      | Примітки |
| ------------- | ------------------------- | ------------------------- | --- |
| Кварцове скло | 0,25-3,3                  | 40 000-3000               | |
| LiF           | 0,12-7,0                  | 83 000—1400               | Трохи розчинний у воді |
| CaF2          | 0,13-11,0                 | 77 000—900                | Відносно нерозчинний у воді, стійкий до більшості кислот та лугів                                                                    |
| NaCl KCl      | 0,25-160,30-20            | 40 000-62533 333—500      | Розчинні у спирті та воді, дешеві, застосовуються для ІЧ-вікон                                                                       |
| AgCl AgBr     | 0,4-30 0,45-30            | 25 000—333 22 222—333     | Нерозчинні у воді, розчинні у кислотах, чутливі до УФ-випромінювання                                                                 |
| KBr           | 0,23-25                   | 43 500—400                | Добре розчинний у воді, етанолі та гліцерині, трохи — в ефірі, гігроскопічний                                                        |
| CsBr          | 0,24-40                   | 41 666—250                | Розчинний у воді та кислотах, дуже гігроскопічний                                                                                    |
| ZnSe          | 0,5-20                    | 20 000—500                | Відносно нерозчинний у воді, стійкий до кислот та основ, підходить для ППВВ (спектроскопія порушеного повного внутрішнього відбиття) |
| Ge            | 2-18                      | 5000-555                  | Нерозчинний у воді, розчинний у гарячій сульфатній кислоті та аміаку, придатний для ППВВ                                             |
| KRS-5         | 0,6-38                    | 16 666—263                | Трох розчинний у воді, розчинний у лугах, не гігроскопічний, токсичний, підходить для ППВВ                                           |

### Детектор
Для реєстрації інфрачервоного випромінювання в спектрометрах використовують методи, що дозволяють швидко і з високою точністю визначати температуру. Раніше для цього використовували термоелементи або комірку Голея. Дія останньої заснована на розширенні газу: камера, наповнена ксеноном і закрита з одного боку гнучкою мембраною, нагрівається інфрачервоним випромінюванням. Газ при нагріванні розширюється та деформує мембрану, положення якої фіксується за допомогою світлового вказівника.